# Coupe d'Afrique des nations de football des moins de 17 ans 2019
Navigation
Gabon 2017 Algérie 2023
La Coupe d’Afrique des nations des moins de 17 ans Total 2019 (également appelé Coupe d’Afrique des Nations U-17 Total) est un tournoi de football organisé par la Confédération africaine de football (CAF) en Tanzanie du 14 au 28 avril 2019. Elle est remportée par le Cameroun qui bat la Guinée en finale aux tirs au but.
Les quatre demi-finalistes sont qualifiés pour la coupe du monde des moins de 17 ans 2019, au Brésil.

## Préparation

### Villes et stades
La compétition est organisée à Dar es Salam, au stade national et au Chamazi Stadium.

## Participants

### Equipes
| Équipe   | Participation à la phase finale | Meilleure performance en phase finale |
| -------- | ------------------------------- | ------------------------------------- |
| Angola   | 4e                              | Phase de groupes (1997, 1999, 2017)   |
| Cameroun | 7e                              | Vainqueur (2003)                      |
| Guinée   | 7e                              | Troisième (1995, 2015, 2017)          |
| Maroc    | 2e                              | Quatrième (2013)                      |
| Nigeria  | 9e                              | Vainqueur (2001, 2007)                |
| Ouganda  | 1re                             | Première participation                |
| Sénégal  | 2e                              | Phase de groupe (2011)                |
| Tanzanie | 2e                              | Phase de groupe (2017)                |

### Arbitres
29 arbitres (15 centraux et 14 assistants) sont présélectionnés pour la compétition. Ils participent à un stage au Maroc du 31 mars au 4 avril 2019 où ils subissent une série de tests avant d'être retenus définitivement. Pour la première fois, des femmes sont retenues pour arbitrer une compétition masculine de la CAF. Il s'agit de la tanzanienne Jonesia Rukyaa Kabakama et des assistantes kényane Mary Wanjiru Njoroge et malgache Lidwine Rakotozafinoro.
Les arbitres présélectionnés sont  :
- Nabil Boukhalfa
- Tirelo Mositwane
- Blaise Yuven Ngwa
- Ahmed Mahrous Hassan El Ghandour
- Mogos Teklu Tsegay
- Pierre Atcho
- Abdulwahid Huraywidah
- Andofetra Rakotojaona
- Samir Guezzaz
- Dahane Beida
- Basheer Salisu
- Karim Twagirumukiza
- Issa Sy
- Jonesia Rukyaa Kabakama
- Mashood Ssali

## Qualifications
Les qualifications regroupent 49 équipes réparties en six zones géographiques. Il y a une équipe qualifiée par zone, à l'exception de la zone A de l'Afrique de l'Ouest à laquelle appartient le Mali, tenant du titre, et qui a deux équipes qualifiées. De plus, la Tanzanie est qualifiée automatiquement en tant que pays organisateur.
Dans chaque zone est organisé un tournoi constitué d'un tour de poules puis de matchs à élimination directe.
| Zone                          | Pays hôte          | Equipe qualifiée |
| ----------------------------- | ------------------ | ---------------- |
| Afrique du Nord               | Tunisie            | Maroc            |
| Afrique de l'Ouest - A        | Sénégal            | Sénégal Guinée   |
| Afrique de l'Ouest - B        | Niger              | Nigeria          |
| Afrique centrale              | Guinée équatoriale | Cameroun         |
| Afrique de l'Est et du Centre | Tanzanie           | Ouganda          |
| Afrique australe              | Maurice            | Angola           |
| Pays organisateur             | -                  | Tanzanie         |

## Compétition

### Tirage au sort
Le tirage au sort est organisé le 20 décembre 2018 au Mlimani City Conference Centre de Dar es Salam. Les deux têtes de série du tirage sont la Tanzanie (pays hôte) et la Guinée (meilleure performance lors de l'édition précédente). Les autres sélections sont répartis en deux pots : l'Angola et le Cameroun dans le pot 1 (tous deux qualifiés en 2017) et les autres dans le pot 2.
| Groupe A                        | Groupe B                      |
| ------------------------------- | ----------------------------- |
| Tanzanie Nigeria Angola Ouganda | Guinée Cameroun Maroc Sénégal |

### Premier tour

#### Groupe A
| Rang | Équipe   | Pts | J | G | N | P | Bp | Bc | Diff |
| ---- | -------- | --- | - | - | - | - | -- | -- | ---- |
| 1    | Nigeria  | 7   | 3 | 2 | 1 | 0 | 7  | 5  | +2   |
| 2    | Angola   | 6   | 3 | 2 | 0 | 1 | 5  | 3  | +2   |
| 3    | Ouganda  | 4   | 3 | 1 | 1 | 1 | 4  | 2  | +2   |
| 4    | Tanzanie | 0   | 3 | 0 | 0 | 3 | 6  | 12 | -6   |

| 14 avril 2019 | Tanzanie                                                | 4 - 5   | Nigeria                                              | Stade national, Dar Es Salam |                     |
| 16h00         | E. John 22e 60e (pen.) · K. John 52e · Shaibu 57e (csc) | (1 - 3) | 21e Olaniyan · 30e 72e Ubani · 37e Amoo · 79e Jabaar | Arbitrage : Issa Sy          | Arbitrage : Issa Sy |
| 16h00         | Rapport                                                 |         |                                                      | Arbitrage : Issa Sy          | Arbitrage : Issa Sy |

| 14 avril 2019 | Angola     | 1 - 0   | Ouganda | Stade national, Dar Es Salam |                             |
| 19h00         | Capita 32e | (1 - 0) |         | Arbitrage : Nabil Boukhalfa  | Arbitrage : Nabil Boukhalfa |
| 19h00         | Rapport    |         |         | Arbitrage : Nabil Boukhalfa  | Arbitrage : Nabil Boukhalfa |

| 17 avril 2019 | Nigeria             | 1 - 0   | Angola | Stade national, Dar Es Salam  |                               |
| 16h00         | Olusegun 21e (pen.) | (1 - 0) |        | Arbitrage : Ahmed El Ghandour | Arbitrage : Ahmed El Ghandour |
| 16h00         | Rapport             |         |        | Arbitrage : Ahmed El Ghandour | Arbitrage : Ahmed El Ghandour |

| 17 avril 2019 | Ouganda                    | 3 - 0   | Tanzanie | Stade national, Dar Es Salam |                           |
| 19h00         | Kawooya 16e 28e · Yiga 77e | (2 - 0) |          | Arbitrage : Samir Guezzaz    | Arbitrage : Samir Guezzaz |
| 19h00         | Rapport                    |         |          | Arbitrage : Samir Guezzaz    | Arbitrage : Samir Guezzaz |

| 20 avril 2019 | Tanzanie              | 2 - 4   | Angola                                       | Stade national, Dar Es Salam      |                                   |
| 16h00         | Omary 12e · Ngoda 44e | (2 - 2) | 17e Mimo · 41e (pen.) 72e Capita · 68e David | Arbitrage : Abdulwahid Huraywidah | Arbitrage : Abdulwahid Huraywidah |
| 16h00         | Rapport               |         |                                              | Arbitrage : Abdulwahid Huraywidah | Arbitrage : Abdulwahid Huraywidah |

| 20 avril 2019 | Nigeria    | 1 - 1   | Ouganda  | Chamazi Stadium, Dar Es Salam |                               |
| 16h00         | Jabaar 74e | (0 - 0) | 69e Alou | Arbitrage : Blaise Yuven Ngwa | Arbitrage : Blaise Yuven Ngwa |
| 16h00         | Rapport    |         |          | Arbitrage : Blaise Yuven Ngwa | Arbitrage : Blaise Yuven Ngwa |

#### Groupe B
| Rang | Équipe   | Pts | J | G | N | P | Bp | Bc | Diff |
| ---- | -------- | --- | - | - | - | - | -- | -- | ---- |
| 1    | Cameroun | 7   | 3 | 2 | 1 | 0 | 4  | 1  | +3   |
| 2    | Guinée   | 6   | 3 | 2 | 0 | 1 | 3  | 3  | 0    |
| 3    | Sénégal  | 2   | 3 | 0 | 2 | 1 | 2  | 3  | -1   |
| 4    | Maroc    | 1   | 3 | 0 | 1 | 2 | 2  | 4  | -2   |

| 15 avril 2019 | Guinée  | 0 - 2   | Cameroun                | Chamazi Stadium, Dar Es Salam  |                                |
| 16h00         |         | (0 - 1) | 42e Mvoué · 72e Djouffo | Arbitrage : Mogos Teklu Tsegay | Arbitrage : Mogos Teklu Tsegay |
| 16h00         | Rapport |         |                         | Arbitrage : Mogos Teklu Tsegay | Arbitrage : Mogos Teklu Tsegay |

| 15 avril 2019 | Maroc        | 1 - 1   | Sénégal   | Chamazi Stadium, Dar Es Salam   |                                 |
| 19h00         | Bentayeb 47e | (0 - 0) | 88e Baldé | Arbitrage : Karim Twagirumukiza | Arbitrage : Karim Twagirumukiza |
| 19h00         | Rapport      |         |           | Arbitrage : Karim Twagirumukiza | Arbitrage : Karim Twagirumukiza |

| 18 avril 2019 | Cameroun         | 2 - 1   | Maroc        | Chamazi Stadium, Dar Es Salam |                          |
| 16h00         | Seidou 73e 90+2e | (0 - 1) | 22e Bentayeb | Arbitrage : Dahane Beida      | Arbitrage : Dahane Beida |
| 16h00         | Rapport          |         |              | Arbitrage : Dahane Beida      | Arbitrage : Dahane Beida |

| 18 avril 2019 | Sénégal       | 1 - 2   | Guinée                 | Chamazi Stadium, Dar Es Salam |                           |
| 19h00         | S. Diallo 10e | (1 - 1) | 33e Bah · 80e M. Touré | Arbitrage : Mashood Ssali     | Arbitrage : Mashood Ssali |
| 19h00         | Rapport       |         |                        | Arbitrage : Mashood Ssali     | Arbitrage : Mashood Ssali |

| 21 avril 2019 | Guinée       | 1 - 0   | Maroc | Chamazi Stadium, Dar Es Salam |                          |
| 16h00         | M. Touré 64e | (0 - 0) |       | Arbitrage : Pierre Atcho      | Arbitrage : Pierre Atcho |
| 16h00         | Rapport      |         |       | Arbitrage : Pierre Atcho      | Arbitrage : Pierre Atcho |

| 21 avril 2019 | Cameroun | 0 - 0   | Sénégal | Stade national, Dar Es Salam        |                                     |
| 16h00         |          | (0 - 0) |         | Arbitrage : Jonesia Rukyaa Kabakama | Arbitrage : Jonesia Rukyaa Kabakama |
| 16h00         | Rapport  |         |         | Arbitrage : Jonesia Rukyaa Kabakama | Arbitrage : Jonesia Rukyaa Kabakama |

### Tableau final
|  | Demi-finales  | Demi-finales  | Demi-finales  | Demi-finales  |                               |        | Finale                                      | Finale                                      | Finale                                      | Finale                                      |
|  |               |               |               |               |                               |        |                                             |                                             |                                             |                                             |
|  | 24 avril 2019 | 24 avril 2019 | 24 avril 2019 | 24 avril 2019 |                               |        | 28 avril 2019, Stade national, Dar Es Salam | 28 avril 2019, Stade national, Dar Es Salam | 28 avril 2019, Stade national, Dar Es Salam | 28 avril 2019, Stade national, Dar Es Salam |
|  | Nigeria       | Nigeria       | 0 (9)         | 0 (9)         |                               |        | 28 avril 2019, Stade national, Dar Es Salam | 28 avril 2019, Stade national, Dar Es Salam | 28 avril 2019, Stade national, Dar Es Salam | 28 avril 2019, Stade national, Dar Es Salam |
|  | Nigeria       | Nigeria       | 0 (9)         | 0 (9)         |                               |        | 28 avril 2019, Stade national, Dar Es Salam | 28 avril 2019, Stade national, Dar Es Salam | 28 avril 2019, Stade national, Dar Es Salam | 28 avril 2019, Stade national, Dar Es Salam |
|  | Guinée        | Guinée        | 0 (10)        | 0 (10)        |                               |        | 28 avril 2019, Stade national, Dar Es Salam | 28 avril 2019, Stade national, Dar Es Salam | 28 avril 2019, Stade national, Dar Es Salam | 28 avril 2019, Stade national, Dar Es Salam |
|  | Guinée        | Guinée        | 0 (10)        | 0 (10)        | Guinée                        | Guinée | 0 (3)                                       | 0 (3)                                       |                                             |                                             |
|  | 24 avril 2019 |               |               |               | Guinée                        | Guinée | 0 (3)                                       | 0 (3)                                       |                                             |                                             |
|  |               |               | Cameroun      | Cameroun      | 0 (5)                         | 0 (5)  |                                             |                                             |                                             |                                             |
|  | Cameroun      | Cameroun      | Cameroun      | Cameroun      | 0 (5)                         | 0 (5)  | 0 (4)                                       | 0 (4)                                       |                                             |                                             |
|  | Cameroun      | Cameroun      |               |               |                               |        |                                             | 0 (4)                                       |                                             |                                             |
|  | Angola        | Angola        | 0 (3)         | 0 (3)         |                               |        |                                             |                                             |                                             |                                             |
|  | Angola        | Angola        | 0 (3)         | 0 (3)         | Match pour la troisième place |        |                                             |                                             |                                             |                                             |
|  |               |               |               |               |                               |        |                                             |                                             |                                             |                                             |
|  | 27 avril 2019 |               |               |               |                               |        |                                             |                                             |                                             |                                             |
|  | Nigeria       | Nigeria       | 1             | 1             |                               |        |                                             |                                             |                                             |                                             |
|  | Nigeria       | Nigeria       | 1             | 1             |                               |        |                                             |                                             |                                             |                                             |
|  | Angola        | Angola        | 2             | 2             |                               |        |                                             |                                             |                                             |                                             |
|  | Angola        | Angola        | 2             | 2             |                               |        |                                             |                                             |                                             |                                             |

#### Demi-finales
| 24 avril 2019 | Nigeria            | 0 - 0   | Guinée | Stade national, Dar Es Salam      |                                   |
| 16h00         |                    | (0 - 0) |        | Arbitrage : Andofetra Rakotojaona | Arbitrage : Andofetra Rakotojaona |
| 16h00         | Rapport            |         |        | Arbitrage : Andofetra Rakotojaona | Arbitrage : Andofetra Rakotojaona |
| 16h00         | Tirs au but 9 - 10 |         |        | Arbitrage : Andofetra Rakotojaona | Arbitrage : Andofetra Rakotojaona |

| 24 avril 2019 | Cameroun          | 0 - 0   | Angola | Stade national, Dar Es Salam |                     |
| 19h30         |                   | (0 - 0) |        | Arbitrage : Issa Sy          | Arbitrage : Issa Sy |
| 19h30         | Rapport           |         |        | Arbitrage : Issa Sy          | Arbitrage : Issa Sy |
| 19h30         | Tirs au but 4 - 3 |         |        | Arbitrage : Issa Sy          | Arbitrage : Issa Sy |

#### Match pour la troisième place
| 27 avril 2019 | Nigeria   | 1 - 2   | Angola                | Stade national, Dar Es Salam    |                                 |
| 16h00         | Ubani 30e | (1 - 1) | 28e Capita · 49e Zito | Arbitrage : Karim Twagirumukiza | Arbitrage : Karim Twagirumukiza |
| 16h00         | Rapport   |         |                       | Arbitrage : Karim Twagirumukiza | Arbitrage : Karim Twagirumukiza |

#### Finale
| 28 avril 2019 | Guinée            | 0 - 0   | Cameroun | Stade national, Dar Es Salam |                          |
| 16h00         |                   | (0 - 0) |          | Arbitrage : Dahane Beida     | Arbitrage : Dahane Beida |
| 16h00         | Rapport           |         |          | Arbitrage : Dahane Beida     | Arbitrage : Dahane Beida |
| 16h00         | Tirs au but 3 - 5 |         |          | Arbitrage : Dahane Beida     | Arbitrage : Dahane Beida |

## Résultats

### Classement des buteurs
L'angolais Capita termine en tête du classement des buteurs avec 4 réalisations.
| 4 buts - Capita 3 buts - Wisdom Ubani 2 buts - Ismaïla Seidou - Momo Touré - Tawfik Bentayeb - Ibraheem Jabaar - Edmund John - Andrew Kawooya | 1 but - David - Mimo - Zito André Sebastiao Luvumbo - Leonel Wamba Djouffo - Stève Mvoué - Algassime Bah - Akinkunmi Amoo - Olatomi Olaniyan - Olakunle Junior Olusegun - John Alou - Najib Yiga - Aliou Baldé - Samba Diallo - Kelvin John - Aristides Ngoda - Jumanne Omary |

### Qualification pour la coupe du monde U17
En atteignant les demi-finales, le Cameroun, l'Angola, Nigeria et la Guinée se qualifient pour la coupe du monde, organisée au Brésil. Néanmoins ces le Senegal qui participera à la place de la Guinée, disqualifiée.

## Aspects socio-économiques

### Sponsoring
En juillet 2016, Total a annoncé avoir passé un accord de sponsoring avec la Confédération Africaine de Football (CAF). L’accord vaut pour les huit prochaines années et concernera les dix principales compétitions organisées par la CAF, dont la Coupe d’Afrique des Nations U-17, qui est désormais baptisée "Coupe d’Afrique des Nations U-17 Total".